# BREAK TIME GIRLS
BREAK TIME GIRLS(브레이크 더 걸즈)는 스타더스트 프로모션에 소속된 일본의 여성 아이돌 그룹이다.

## 개요
- 스타더스트 프로모션 오사카 영업소에서 출발하는 칸사이를 거점으로 활동하는 6인조 걸스 팝 유닛이다.
- 유닛으로서 소속되어 있는 부서는 스타더스트 프로모션의 여성 아이돌이 다수 소속되어 있는 STAR PLANET(구.STARDUST PLANET)가 아니라, Plough Music이다.
- 전 그룹명은 「브레이크 타임 걸즈(ブレイクタイムガールズ)」는 2019년 12월 28일의 인스토어 이벤트를 통해 활동 중단이 되어, 휴지 기간에서의 퍼포먼스 레벨 향상을 목표로 한다고 하고 있었다.
- 활동 중단 기간을 거쳐 활동 재개 시 유닛명을 「BREAK TIME GIRLS(브레이브 타임 걸즈)」로 개명했다. 개명 후의 신컨셉에서는 「BREAK TIME(브레이크 타임)」을 「당신의 마음이 있는 곳」이라고 재정의하고 있다.
- 2024년 12월 1일, 12월 21일의 원맨 라이브를 기해 그룹을 해산하는 것을 발표했다. 동년 12월 21일에 원맨 라이브를 기해 그룹을 해산했다.

## 구성원
- 아오이 (アオイ, 본명 : 오오미야 아오이(大山蒼生), 2002년 5월 28일 ~ , 22세)
- 아리사 (アリサ, 본명 : 요시다 아리사(吉田有梨沙), 2002년 10월 30일 ~ , 22세)
- 네네 (ネネ, 본명 : 마츠모토 네네(松元寧音), 2003년 6월 22일 ~ , 21세)
- 히마리 (ヒマリ, 본명 : 오리다 히마리(織田ひまり), 2004년 5월 6일 ~ , 21세)
- 히라리 (ヒラリ, 본명 : 히라리(ひらり), 2005년 3월 9일 ~ , 20세)
- 유리아 (ユリア, 본명 : 카와무라 유리아(川村悠里愛), 2005년 3월 21일 ~ , 20세) - 최연소

### 전 구성원
- 미사키 (ミサキ, 본명 : 이리에 미사키(入江美沙希), 2001년 9월 2일 ~ , 23세) - 2023년 5월 3일 졸업.

## 작품

### 착신 싱글
1. LUCKY GIRL (2021년 4월 11일)
2. Afterglow (2021년 11월 27일)

### 미니 앨범
1. FIRST TIME (2022년 1월 29일)